# Raymond Etherington-Smith
Raymond Broadley Etherington-Smith, född 11 april 1877 i Putney, död 19 april 1913 i Smithfield, London, var en brittisk roddare.
Etherington-Smith blev olympisk guldmedaljör i åtta med styrman vid sommarspelen 1908 i London.